# The Chronicles of Life and Death
The Chronicles of Life and Death è il terzo album in studio del gruppo musicale statunitense Good Charlotte, pubblicato nel 2004. L'album fu pubblicato in due versioni: "Life" (vita) e "Death" (morte), che si differenziano dalle cover (entrambe a forma di copertina di un libro, disegnate dal chitarrista Billy Martin, l'una più vivida e dorata, l'altra spenta e dall'aspetto più consumato), e dalle tracce bonus. La Japanese Edition contiene una traccia inedita in hidden track con la versione dell'edizione "Predictable" intitolata Wounded.
Quest'album è l'unico dei Good Charlotte con Chris Wilson alla batteria.

## Tracce

### Versione Life
1. Once Upon a Time: The Battle of Life and Death  – 2:24
2. The Chronicles of Life and Death  – 3:03
3. Walk Away (Maybe)  – 3:20
4. S.O.S.  – 3:42
5. I Just Wanna Live  – 2:46
6. Ghost of You  – 4:50
7. Predictable  – 3:11
8. Secrets  – 3:53
9. The Truth  – 3:56
10. The World Is Black  – 3:06
11. Mountain  – 4:33
12. We Believe  – 3:51
13. It Wasn't Enough  – 3:24
14. In This World (Murder)  – 5:27
15. Falling Away  – 3:05
  - Wounded - 3:10 (Hidden track)

### Versione Death
1. Once Upon a Time: The Battle of Life and Death – 2:24
2. The Chronicles of Life and Death – 3:03
3. Walk Away (Maybe) – 3:20
4. S.O.S. – 3:42
5. I Just Wanna Live – 2:46
6. Ghost of You – 4:50
7. Predictable – 3:11
8. Secrets – 3:53
9. The Truth – 3:56
10. The World Is Black – 3:06
11. Mountain – 4:33
12. We Believe – 3:51
13. It Wasn't Enough – 3:24
14. In This World (Murder) – 5:27
15. Meet My Maker – 3:41
  - Wounded - 3:10 (Hidden track)

### Japanese Edition
1. Falling Away - 3:05
2. Meet My Maker - 3:38
3. Predictable (Japanese version) – 3:06

## Singoli
- 20 settembre 2004 - Predictable
- 15 novembre 2004 - I Just Wanna Live
- 3 giugno 2005 - The Chronicles of Life and Death
- 21 ottobre 2005 - We Believe

## Classifiche
| Classifica                   | Posizione |
| ---------------------------- | --------- |
| Australian Albums Chart      | 1         |
| Austrian Top 75              | 11        |
| Swedish Top 60               | 13        |
| New Zealand Top 40           | 11        |
| UK Top 75                    | 8         |
| German Top 100               | 18        |
| Swiss Top 100                | 20        |
| Dutch Top 100                | 50        |
| French Top 150               | 32        |
| Billboard 200                | 3         |
| Billboard 200 Year-end Chart | 171       |

## Formazione
- Joel Madden - voce
- Benji Madden - chitarra
- Billy Martin - chitarra e tastiera
- Paul Thomas - basso
- Dean Butterworth - batteria